# Głowy
Głowy nebo Góra Głowy (německy Hain Koppe, český název asi nemá) je hora v hraničním hřebeni Javořích hor, východně až severovýchodně od vesnice Šonov. Vrchol hory se nachází na území Polska, ale těsně za hranicí s ČR, dosahuje nadmořské výšky 743 m.

## Hydrologie
Hora náleží do povodí Odry. Vody odvádějí přítoky Stěnavy, např. Šonovský potok a jeho přítoky, v Polsku to je také přítok Stěnavy.

## Vegetace
Vrchol hory je zalesněn. Většinou se jedná o kulturní smrčiny, ale na českých svazích hory se místy dochovaly i bučiny. Zatímco svahy na české straně jsou zalesněny, na polské straně zasahují louky hodně vysoko, skoro až k vrcholu.

## Ochrana přírody
Česká část hory leží v CHKO Broumovsko